# Gomphinella moerchi
Gomphinella moerchi is een tweekleppigensoort uit de familie van de Veneridae. De wetenschappelijke naam van de soort is voor het eerst geldig gepubliceerd in 1872 door Angas.